# Sheniinae
Sheniinae is een onderfamilie van kreeftachtigen uit de klasse van de Malacostraca (hogere kreeftachtigen).

## Geslacht
- Shenius Serène, 1971